# Cleveland Barons (NHL)
I Cleveland Barons furono una squadra di hockey su ghiaccio statunitense, che militò nella National Hockey League per due stagioni, dal 1976 al 1978. Sede della squadra era il Coliseum at Richfield di Richfield nell'Ohio e i suoi colori sociali erano il rosso, il nero e il bianco.
Nel 1978 la squadra cessò le proprie attività fondendosi con quella dei Minnesota North Stars.